# NGC 6195
NGC 6195 (другие обозначения — UGC 10469, MCG 7-34-118, ZWG 224.75, IRAS16348+3907, PGC 58596) — спиральная галактика (Sb) в созвездии Геркулес.
Этот объект входит в число перечисленных в оригинальной редакции «Нового общего каталога».
В галактике вспыхнула сверхновая SN 1975K Её пиковая видимая звёздная величина составила 17,8.